# Heinkel He 114
O Heinkel He 114 foi um hidroavião de reconhecimento aéreo desenvolvido pela Heinkel durante os anos 30. Foi criado para substituir o velho Heinkel He 60; contudo, rapidamente uma aeronave superior surgiu e foi adoptada, o Arado Ar 196.
O He 114 foi exportado para o estrangeiro, tendo feito parte das forças armadas da Espanha, Suécia e Roménia.